# Finlands kommunistiska parti (1997)
Finlands kommunistiska parti (FKP, finska Suomen kommunistinen puolue, SKP) är ett politiskt parti i Finland.
Partiet definierar sig idag som ett marxistiskt och kommunistiskt parti. Det registrerades formellt 1997, men har sin grund i det på 1980-talet skapade Finlands kommunistiska parti (enhet), FKP(e) (på finska Suomen Kommunistinen Puolue (yhtenäisyys), SKP(y)). Liisa Taskinen har varit partiordförande sedan 2022.
Partiet har en landsomfattande verksamhet (förutom på Åland) och torde med sina knappt 3 000 medlemmar vara det största kommunistpartiet i Norden. Partiets organ är veckotidningen Tiedonantaja (ungefär Informatören).

## Historia
Det nuvarande FKP upptogs för första gången i partiregistret år 1997. Detta beslut kan ses som det definitiva slutet på den ideologisk–politiska konflikt som splittrat det ”gamla” FKP sedan 1960-talet. I samband med FKP:s 20:e partikongress år 1984 kom de så kallade moderniserarna under ledning av Arvo Aalto att få/ta den absoluta makten inom partiet, vilket sedermera ledde till att den mer revolutionära inriktningen, taistoiterna, – med åtta ur FKP uteslutna distriktsorganisationer i spetsen – år 1986 bildade Finlands kommunistiska parti (enhet). 
FKP(enhet) deltog i riksdagsvalet år 1987 under takorganisationen Demokratiskt Alternativ och erhöll 122 181 röster (4,2 procent), vilket berättigade till fyra platser i riksdagen. Demokratiskt Alternativ lades ned i samband med att Vänsterförbundet bildades 1990, medan FKP (enhet) fortsatte sin verksamhet. Detta skedde till en början inom ramarna för Vänsterförbundets verksamhet, men efter att en majoritet av FKP (enhet):s anhängare uttryckt en vilja att fungera som ett fristående parti registrerades partiet 1997 och antog namnet Finlands kommunistiska parti, utan tillägget (enhet).
Det FKP som idag deltar i politiken i Finland skall i första hand ses som efterföljare till ovannämnda FKP (enhet), även om man från partiets sida gärna betonar att man bygger vidare på traditioner från det Finlands kommunistiska parti som grundades 1918 i Moskva.

## Ideologi
Ideologiskt kan partiet klassificerat som kommunistiskt och marxistiskt. Inställningen till det marxist-leninistiska tankesystemet har speciellt under 1990-talet reviderats och numera anses inte denna ideologi vara central för partiet. Trots att principerna om demokratisk centralism fortfarande finns inskrivna i partiets stadgar har partiet även här intagit en mjukare hållning på senare år. I samband med partikongressen 2007 uppdaterades partiets år 1994 godkända program. I den uppdaterade versionen fastslås, fritt översatt, att FKP ”vill utveckla en gemensam kamp mot nyliberalism och storkapital för att förändra politikens riktning, utvidga de arbetandes och mindre bemedlades rättigheter, begränsa storkapitalets makt, trygga fred och hållbar utveckling samt öppna dörrar för socialismen”.

## Internationella kontakter
Partiet har vänskapliga band till ett stort antal kommunist- och vänsterpartier runtom i Europa och världen. Speciellt varma är kontakterna med Kubas kommunistiska parti. Inom Norden bedrivs samarbete främst med Danmarks kommunistiska parti, Kommunistisk Parti i Danmark, danska Enhetslistan samt Norges kommunistiska parti. FKP är även medlem i Europeiska vänsterpartiet.

## Val
Med 0,8 procent av rösterna 1999 och 2003 samt 0,7 år 2007 har FKP inte lyckats erhålla någon plats i det finländska parlamentet. Partiet har dock genomgående lyckats nominera en ansenlig mängd kandidater runt om i Finland och på så vis lyckats behålla sin status som det slagkraftigaste partiet utanför Finlands riksdag. Bland kandidaterna kan nämnas rockmusikern Kari Peitsamo, rapartisten Steen 1 samt skådespelerskan Anneli Sauli. På kommunal nivå hade partiet fram till kommunvalet 2021 representation i Nokia och Hangö stadsfullmäktigeförsamlingar.

## Partiledare
- Taisto Sinisalo (1986–1988)
- Jouko Kajanoja (1988–1989)
- Esko-Juhani Tennilä (1989–1990)
- Yrjö Hakanen (1990–2013)
- Juha-Pekka Väisänen (2013–2022)
- Liisa Taskinen (2022–)